# Hicham Harrag
 (mai 2022).
Hicham Harrag, est un acteur, auteur, réalisateur et producteur français né le 18 juillet 1984 à Paris 11e et ayant grandi à Montreuil (Seine-Saint-Denis). Il est le frère jumeau de Samir Harrag avec qui il fonde le Studio Ciné Magueule.

## Biographie
Né le 18 juillet 1984 à Paris 11ème et ayant grandi à Montreuil (Seine-Saint-Denis), Hicham Harrag est issu d'une famille d'origine marocaine. Dès l'âge de 13 ans il fréquente le théâtre de quartier de Montreuil avec son frère jumeau Samir Harrag.
En 2005 il entre au Cours Florent où il suit une formation d'acteur avec pour professeur Jean-Yves Roan. En 2007 à l'Atelier de la Méthode de l'Actor's Studio avec pour enseignant Joël Bui.Il complète sa formation en 2014 avec son entrée au Studio Muller avec pour instructeur Vincent Fernandel.
En 2014 il fonde le Studio Ciné Magueule avec son frère Samir Harrag. Les frères jumeaux produisent et réalisent ainsi la web-série en vingt épisodes Ramadance sortie en 2016. Grâce à cette série, lui et son frère Samir sont repérés par France Télévision et Cocorico Production. Les jumeaux deviennent ainsi auteurs de la web-série Et toi tu votes? afin d'inciter les jeunes à voter.
Hicham Harrag et son frère Samir écrivent et réalisent leur premier court-métrage, Sacré Cœur sorti en 2016. Le film obtient plus d'une trentaine de sélections à travers le monde et remporte entre autres, le Prix du Public au Brownsville international Film Festival aux États-Unis et le prix du meilleur scénario et du meilleur film au Festival du Film de Oujda.
En 2018, Hicham et Samir Harrag écrivent et réalisent Nhel Cheitan, court-métrage inscrit au Short Film Corner du Festival de Cannes 2018.
Grand Gaillard, le troisième court-métrage écrit et réalisé par les frères Harrag remporte le Prix du Jury au LAHFF Film Festival de Londres de 2020 et le Silver Award au Meihodo International Film Festival de New York. et deux prix en France.
En 2020, Hicham Harrag est à l'affiche du long métrage Compatible de Patrick Attali et Thibaut Miche.
Hicham Harrag a joué dans le prochain long métrage de Kim Chapiron et Ladj Ly, Le Jeune Imam, dont la sortie est prévue en 2022.

## Filmographie

### Cinéma
- 2016 : Brûle de Al Huynh et Sofia Manousha
- 2017 : La chute des hommes de Cheyenne Caron
- 2020 : Compatible de Thibaut Miche et Patrick Attali
- 2022 : Le Jeune Imam de Kim Chapiron et Ladj Ly

### Courts métrages
- 2015 : No mans Land de Hicham et Samir Harrag
- 2015 : La voiture craint de Thomas Cazeaux, Hicham Harrag et Samir Harrag
- 2016 : Je suis excédé de Gaëlle Tournier
- 2016 : Sacré Cœur de Hicham Harrag, Samir Harrag et Al Huynh
- 2018 : Nhel Cheitan de Hicham Harrag et Samir Harrag
- 2019 : Le Dernier Repas de Joy Ait-Said
- 2019 : Vestiaire de Noha Gaoua
- 2020 : Lucienne de Geordy Couturiau
- 2022 : Remakers Training Day de Hicham Harrag et Samir Harrag

### Réalisation courts métrages
- 2015 : No mans Land de Hicham et Samir Harrag
- 2015 : La voiture craint de Hicham et Samir Harrag
- 2015 : L'eau à emporter de Hicham et Samir Harrag
- 2016 : Sacré Cœur de Hicham et Samir Harrag
- 2018 : Nhel Cheitan de Hicham et Samir Harrag
- 2020 : Grand Gaillard de Hicham et Samir Harrag
- 2022 : Remakers Training Day de Hicham et Samir Harrag

### Web-séries
- 2016 : Ramadance de Hicham et Samir Harrag
- 2017 : Et toi tu votes? (auteur)